# Раштатський палац
48°51′32″ пн. ш. 8°12′20″ сх. д. / 48.8589° пн. ш. 8.20556° сх. д.
Раштатський палац (нім. Residenzschloss Rastatt) — колишня резиденція маркграфів Баден-Бадена в німецькому місті Раштат на заході федеральної землі Баден-Вюртемберг. Палацовий комплекс і прилеглий до нього великий парк були створені близько 1700 р. за проектом італійського придворного архітектора Доменіко Егідіо Россі для маркграфа Людвіга Вільгельма. Палац побудований у наслідування Версалю, і вважається найстарішою бароковою резиденцією на Верхньому Рейні.

## Історія
Питання про зведення нової маркграфської резиденції гостро постало після закінчення війни за Пфальцьку спадщину, під час якої французькими військами в 1689 р. було спалено Новий замок у Бадені.
Замок був хоч і відновлений, але більше не задовольняв функції репрезентації абсолютної влади монарха.
Запрошений з Італії і призначений придворним архітектором, Доменіко Егідіо Россі (1659—1715) вже з 1697 р. на замовлення Людвіга Вільгельма зводив в розташованому трохи північніше Бадена містечку Раштат мисливський замок. До осені 1699 р. було загалом завершено будівництво двох його флігелів і розпочато основний корпус (Corps de Logis), коли маркграф прийняв рішення про перенесення своєї резиденції в Раштат, що вплинуло, як на долю Раштата, який отримав міські права (1700 р.) так і на подальші плани будівництва. У 1702 р. основне будівництво було завершено, і вже взимку 1701/1702 р.р. сім'я маркграфа в'їхала у бічні флігелі нового палацу; до 1705 р. в Раштат переїхала і більшість маркграфського двору.
Людвіг Вільгельм, однак, ледве зміг повною мірою насолодитися своєю новою резиденцією, так як з 1701 Баден-Баден був безпосередньо втягнутий у війну за іспанську спадщину, і маркграф проводив весь час на полях битв. Від отриманих поранень він і помер у січні 1707 р. Тоді ж його вдова Франциска Сибілла Августа Саксен-Лауенбурзька усунула від справ Доменіко Россі, доручивши подальші роботи в палаці богемському архітектору Йоганну Міхаелю Людвігу Рореру.
У травні того ж року Раштатт був окупований французькими військами, проте палац майже не постраждав, і вже до кінця року роботи знову відновилися. Наприкінці листопада 1713 р. Раштат був обраний місцем проведення мирних переговорів і 7 березня 1714 р. укладення мирного договору між Францією та Австрією.
У 1722 р. будівельні роботи у палаці були, нарешті, завершені із встановленням скульптури Юпітера, що метає блискавки. Але й у наступні десятиліття постійно проводилася санація конструкцій даху.
Наприкінці XVIII ст. (1797—1799 рр.) Палац приймав черговий великий конгрес, скликаний на виконання умов Кампо-Формійського договору і став прологом до процесу медіатизації духовних та імперських князівств у Німеччині.
У ХІХ ст. у палаці розміщувалася комендатура Раштатської фортеці.
З падінням монархії 1918 р. раштатський палац перейшов у власність держави.

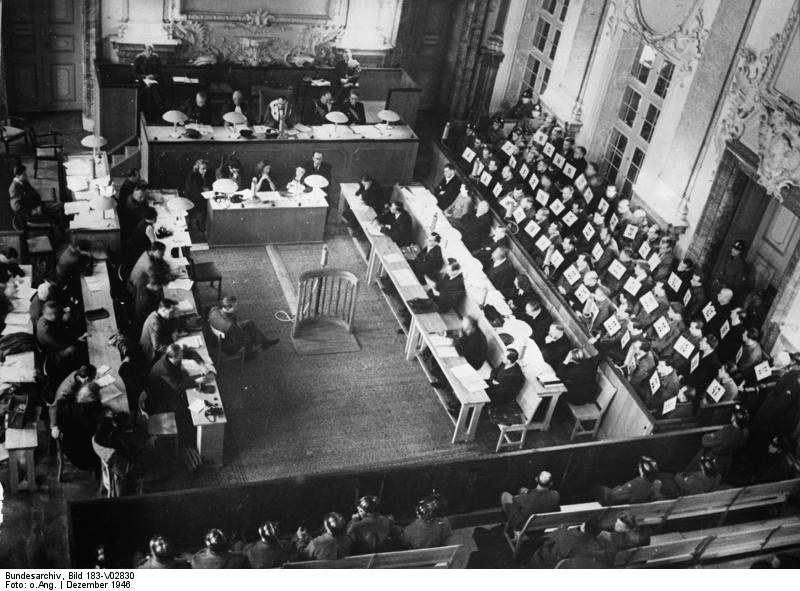
Судове засідання у Раштатському палаці. 1946 р.

Після закінчення Другої світової війни в палаці, що повністю зберігся, в 1946—1954 pp. проходили так звані «Раштатські процеси», організовані французьким військовим командуванням для розслідування випадків примусової праці та організації концтаборів у південній Німеччині; на лаві підсудних опинилося понад 2000 осіб.

## Сучасне використання
Палац Раштат знаходиться у державній власності, під управлінням «Державних замків та парків Баден-Вюртемберг», і відкритий для відвідування.
- У південному крилі палацу з 1956 р. розміщується заснований 1934 р. Військово-історичний музей[de], що демонструє експонати військової історії південного заходу Німеччини періоду XVI—XX ст.
- У північному крилі розташовується Окружний суд Раштата і відкритий 1974 р. Музей німецького демократичного руху[de].
- Центральна частина палацу цікава, насамперед, своїми парадними приміщеннями у стилі бароко та рококо.